# Little Man Popwell
Julius Oral Popwell, conosciuto come "Little Man" Popwell (1º giugno 1912 – 19 maggio 1966), è stato un giocatore di poker statunitense.
Non ha mai giocato le World Series of Poker (nate nel 1970, dopo la sua morte) ma "Little Man" Popwell è stato ammesso nel Poker Hall of Fame a trent'anni di distanza dalla sua morte. Considerato uno dei più importanti giocatori di poker di sempre, era specializzato nel 5 card stud e giocava regolarmente con giocatori del calibro di Johnny Moss. 
Nonostante il soprannome "Little Man" (in italiano: "piccoletto") Popwell era obeso e superava i 130 kg. Deve il soprannome al periodo in cui, da giocatore adolescente  di biliardo, era solito battere giocatori più grandi di lui e con molti più anni di esperienza di gioco alle spalle.
La sua propensione al gioco d'azzardo lo portò ad organizzare frequenti tornei di carte e lotterie, spesso sospesi dall'intervento dell'autorità. Aprì persino un club da gioco presso la sua abitazione di Birmingham in Alabama. Fu arrestato nel 1954 con l'accusa di evasione fiscale, e condannato ad un anno di carcere e al pagamento di $250.
Morì nel 1966 a causa di un cancro.